# Mogote

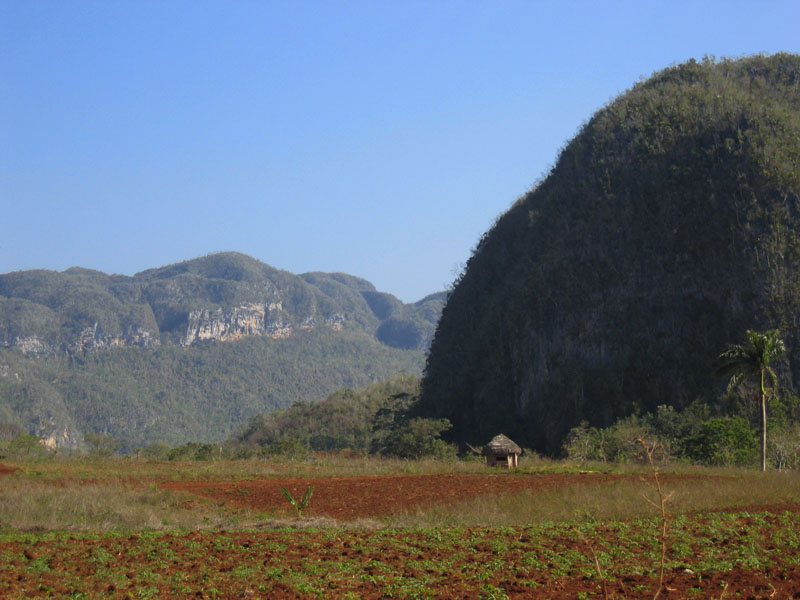
Kupolliknande rundade mogotes i Viñales Valley, Kuba.

Mogote är en allmänt isolerad restkulle med branta sidor i tropikerna som består av antingen kalksten, marmor eller dolomit. Mogotes omges av nästan platta alluviala slätter. Kullarna har vanligtvis en rundad, tornliknande form.

## Översikt
Termen "mogote" används för kullar, isolerade eller sammanlänkade, med mycket branta, nästan vertikala, väggar, omgivna av alluviala slätter i tropikerna, oavsett om karbonatskikten som de har bildats i är vikta eller inte.
Mogotes är vanliga i karstområdena i Karibien, särskilt på Kuba och Puerto Rico. Los Haitises nationalpark i Dominikanska republiken är ett annat karstområde som innehåller mogotes.
Ordet mogote kommer från det baskiska ordet mokoti som betyder "spetsad" ("moko" som betyder "bergstopp").  I Puerto Rico kallas flera mogotes längs en ås för pepinos. 

## Bilder

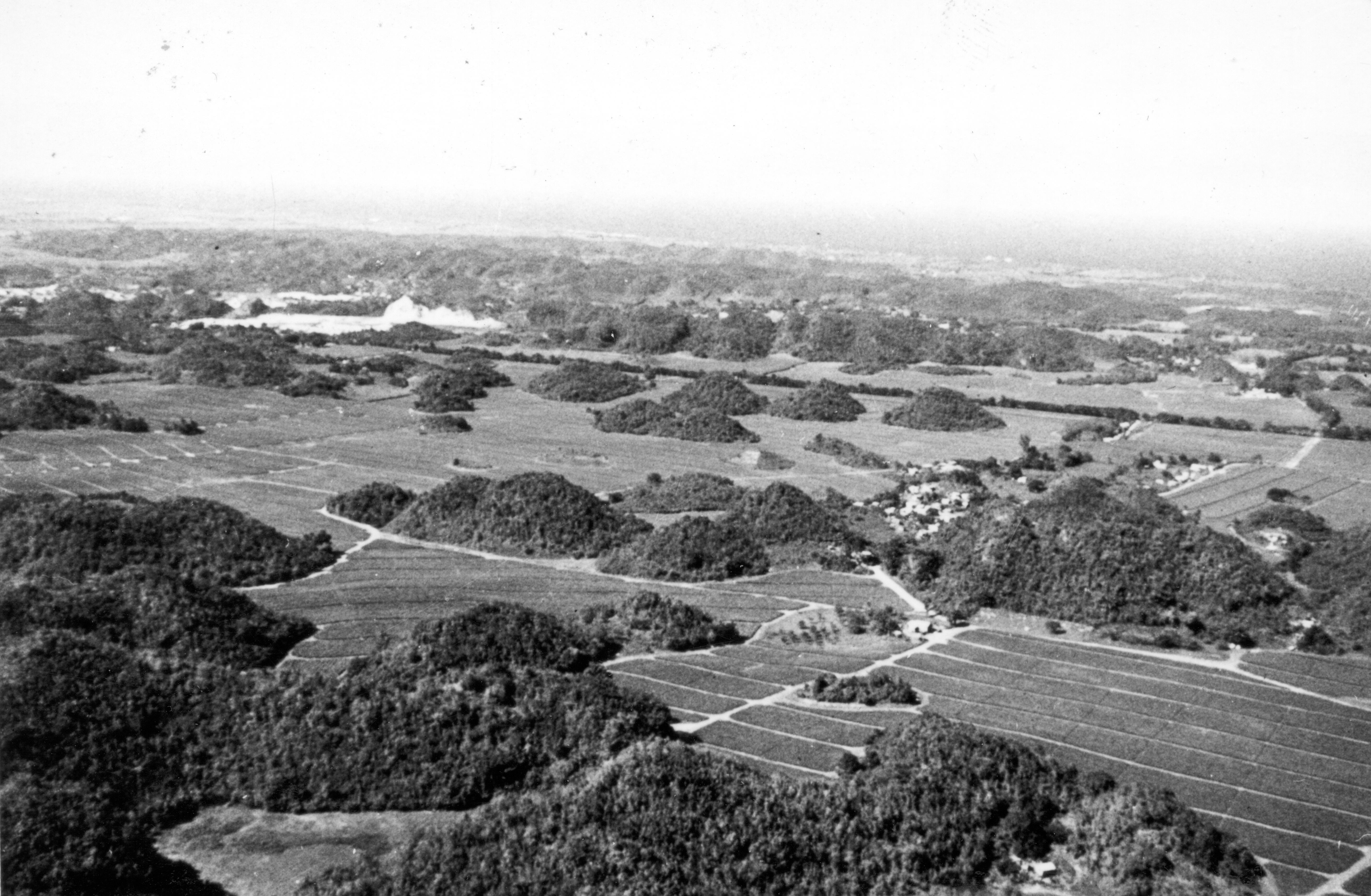
Mogotes i Puerto Rico reser sig ur ananasfält i en slätt av filtsand nära Coto Sur. Stenbrottet i den vänstra bakgrunden ligger 1 kilometer öster om Manati.
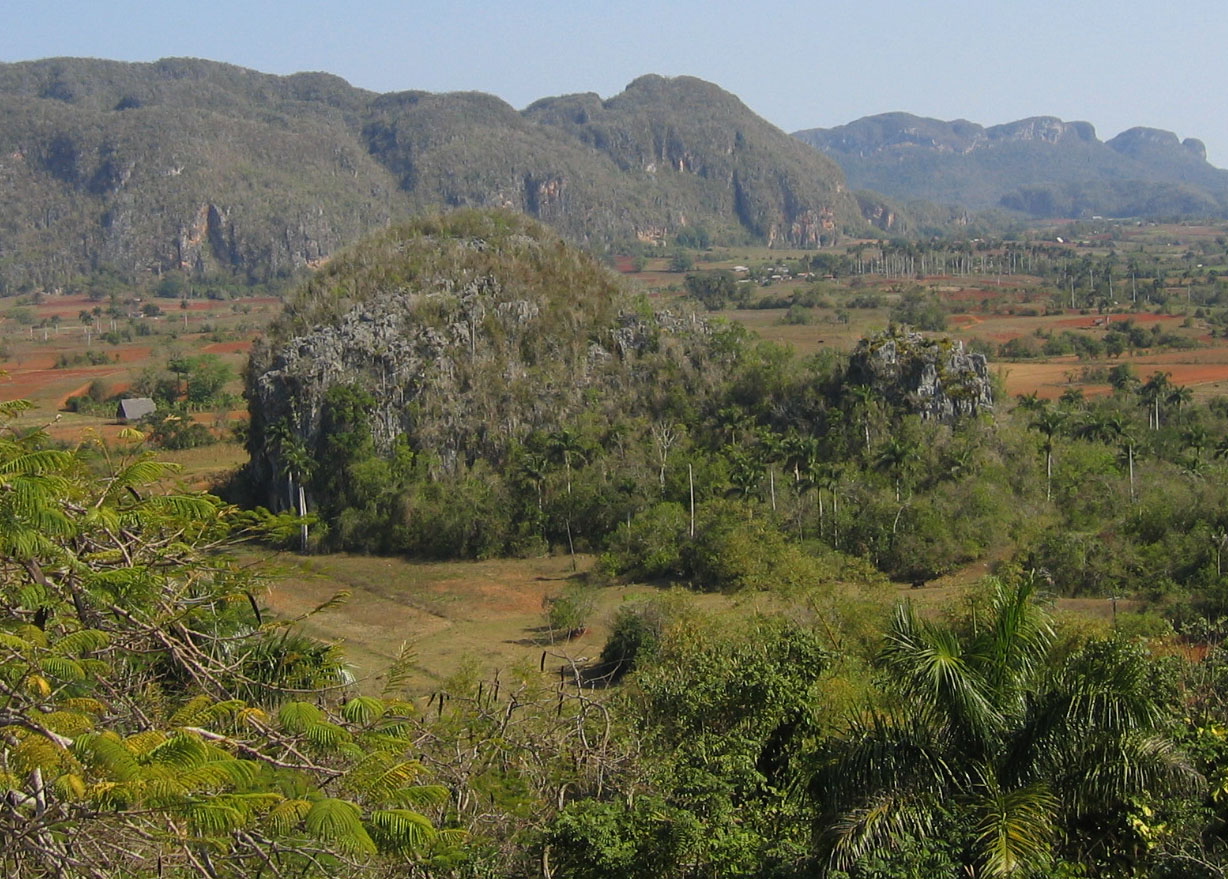
Två mogotes som visar sin typiska rundade form i Viñales-dalen i Pinar del Río-provinsen, västra Kuba.
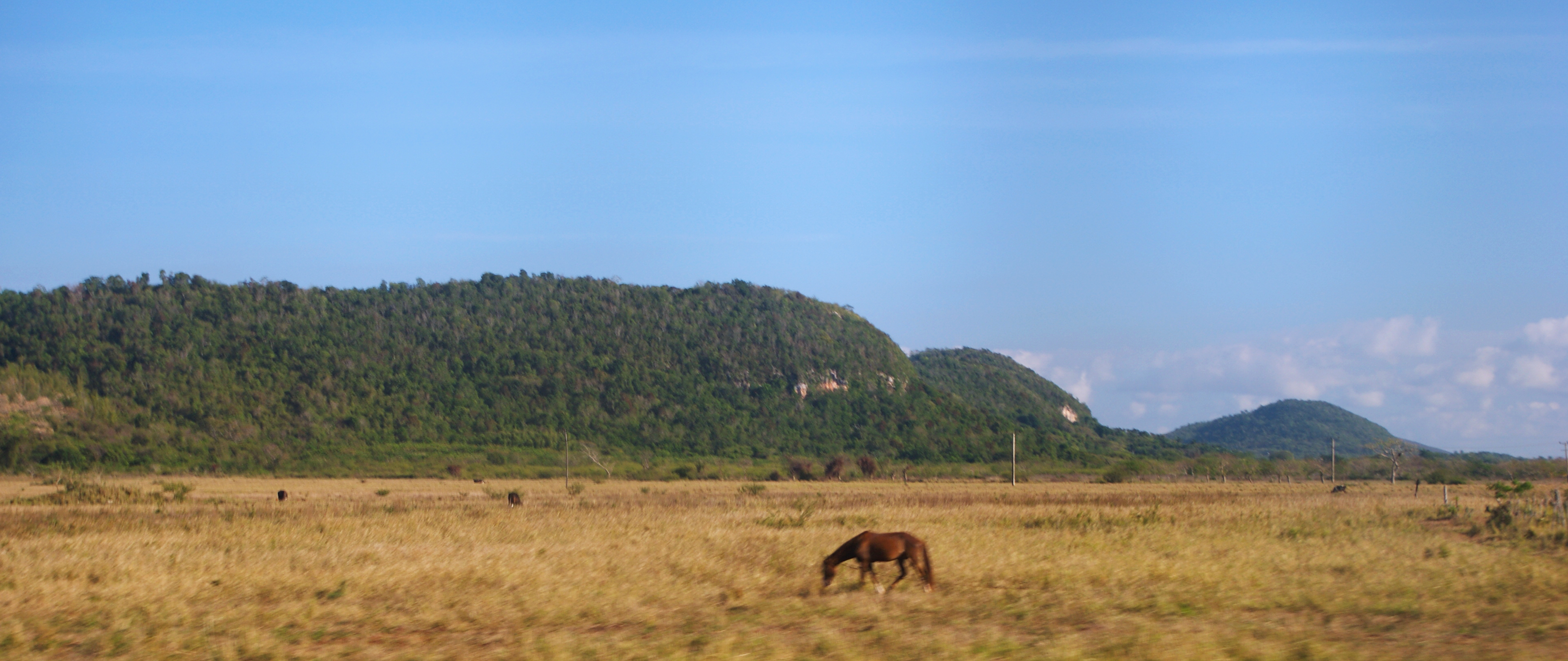
Mogotes, norra Matanzas-provinsen, nära staden Cárdenas, Kuba.
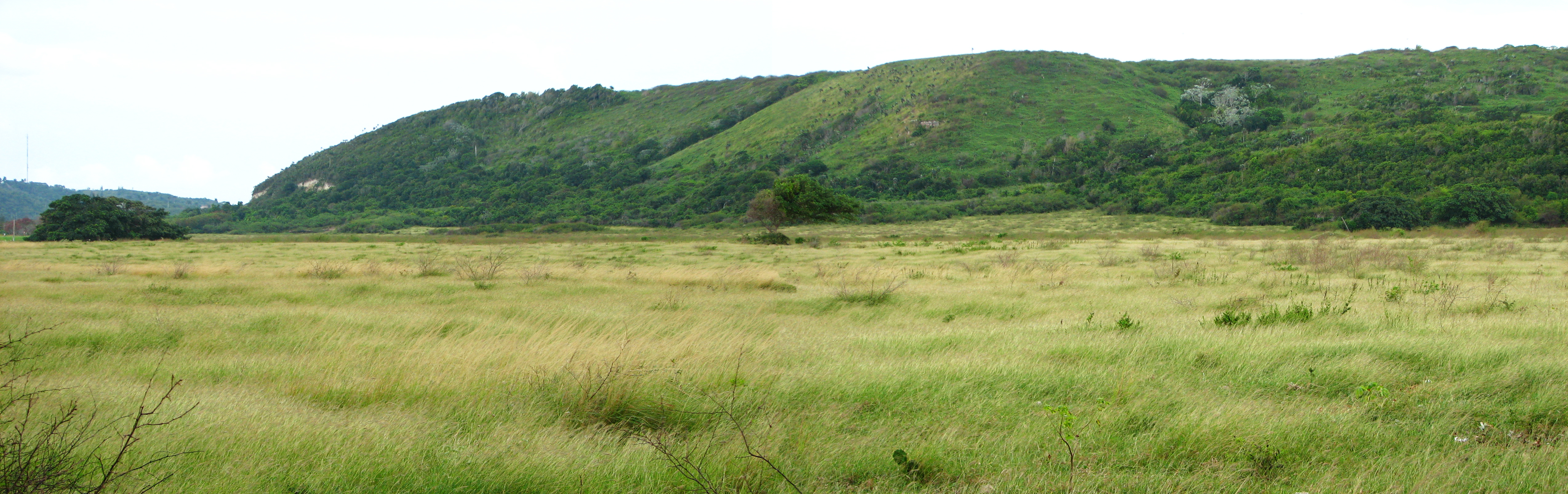
Mogotes i norra Kuba, mellan Matanzas och Havannaprovinserna.
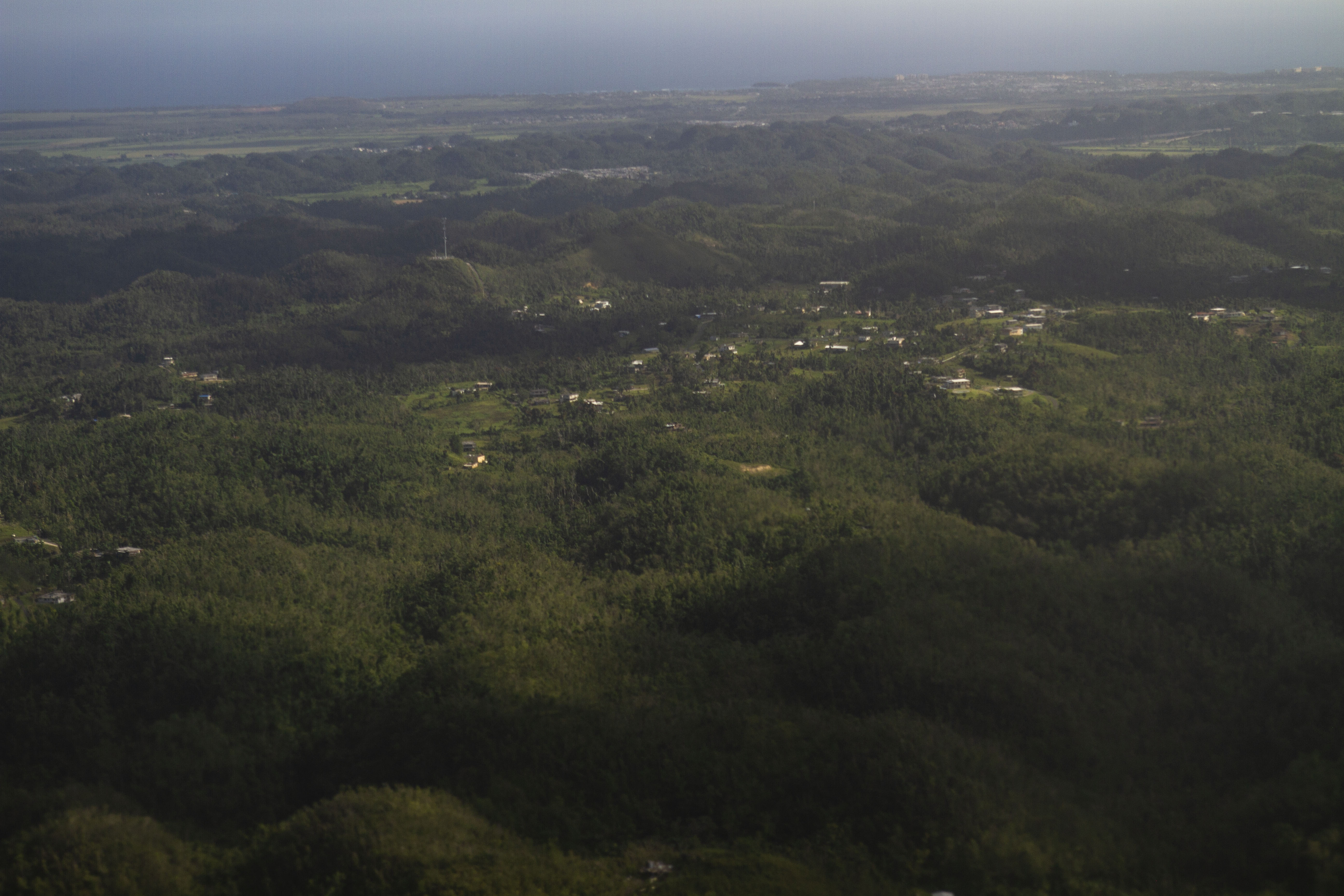
Vy över mogotes längs den norra karstzonen i Puerto Rico.
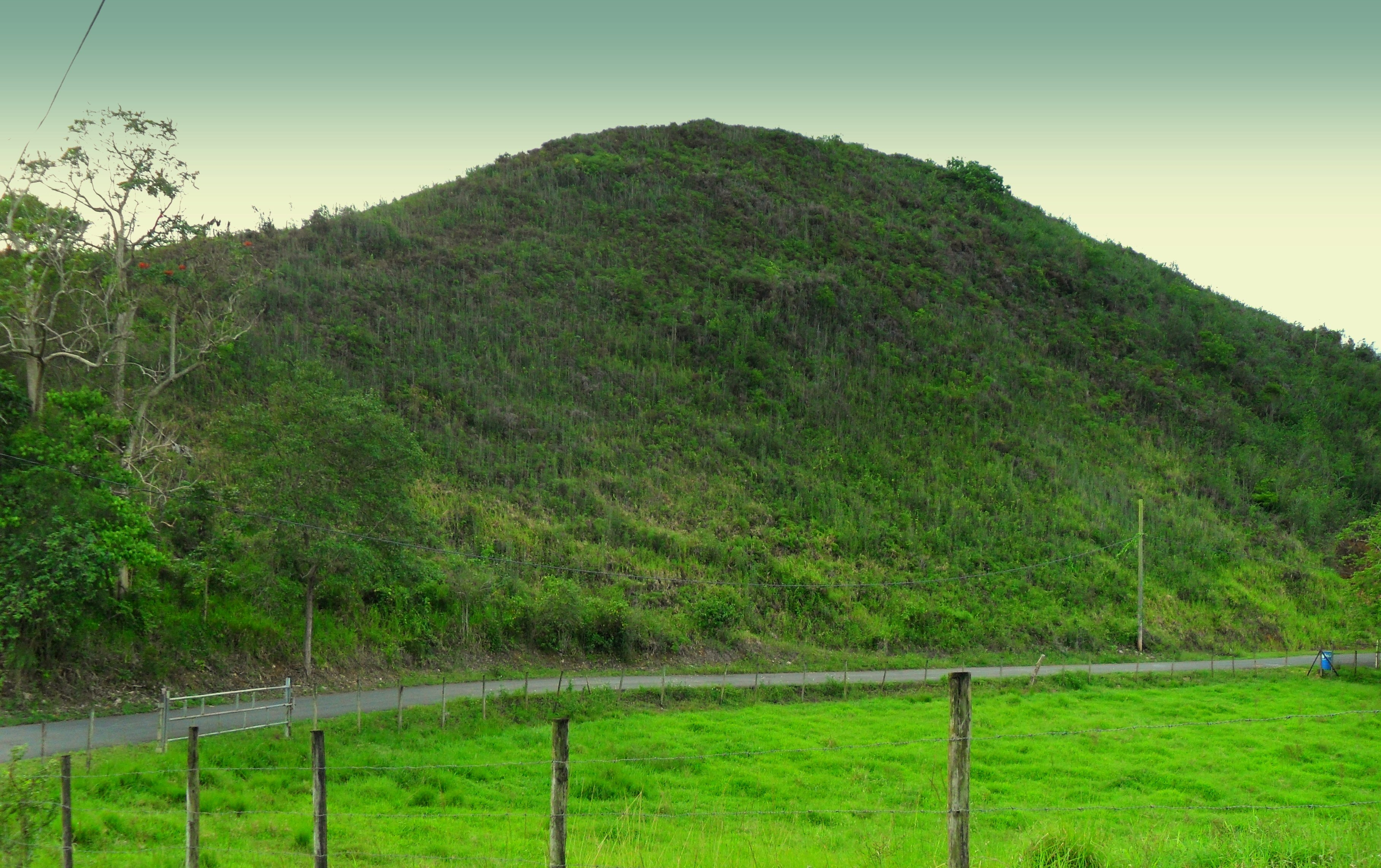
Mogotes i sektor Hess i Esperanza, Arecibo, Puerto Rico.